# Lycognathophis seychellensis
Lycognathophis seychellensis е вид влечуго от семейство Смокообразни (Colubridae), единствен представител на род Lycognathophis. Видът е застрашен от изчезване.

## Разпространение
Разпространен е в Сейшели.